# Wolha Maroz
Wolha Maroz (biał. Вольга Мароз; ur. 21 kwietnia 1986 w Mińsku) – białoruska wioślarka.

## Osiągnięcia
- Mistrzostwa Świata Juniorów – Duisburg 2001 – ósemka – 2. miejsce[1].
- Mistrzostwa Świata Juniorów – Troki 2002 – czwórka bez sternika – 1. miejsce[1].
- Mistrzostwa Świata Juniorów – Ateny 2003 – ósemka – 5. miejsce[1].
- Mistrzostwa Europy – Ateny 2008 – ósemka – 3. miejsce[1].